# Pseudancistrus pectegenitor
Pseudancistrus pectegenitor är en fiskart som beskrevs av Lujan, Armbruster och Sabaj Pérez 2007. Pseudancistrus pectegenitor ingår i släktet Pseudancistrus och familjen Loricariidae. Inga underarter finns listade i Catalogue of Life.